# Copelatus uludanuensis
Copelatus uludanuensis is een keversoort uit de familie waterroofkevers (Dytiscidae). De wetenschappelijke naam van de soort is voor het eerst geldig gepubliceerd in 1995 door Hendrich & Balke.